# Pac-Land
Pac-Land (パックランド?)

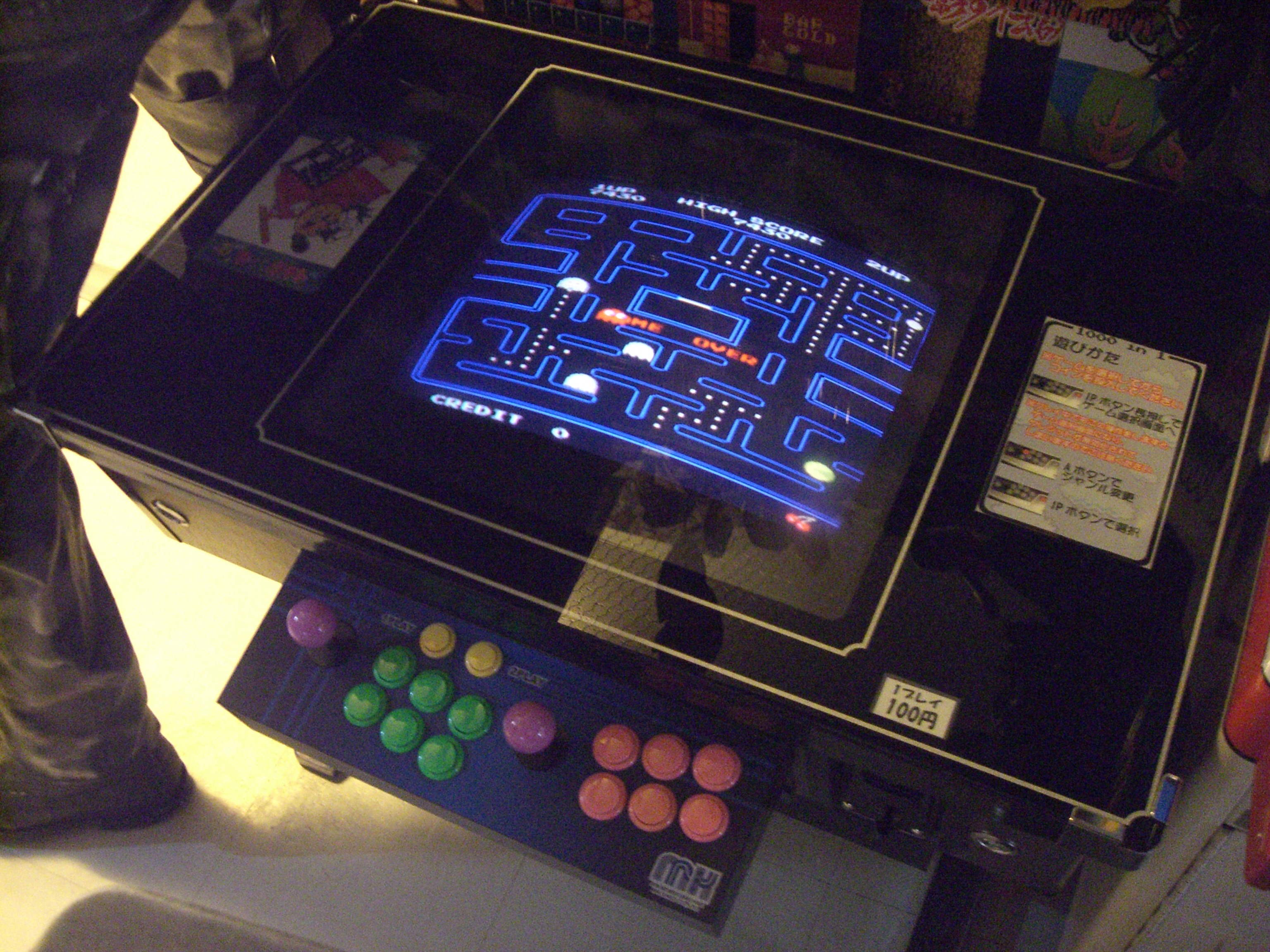
Pac-land konsol från 1985

är ett datorspel i spelserien Pac-Man, släppt till arkadhallarna av Namco 1984, och distribuerat till USA av Bally Midway (numera Midway Games). Det var Namcos första arkadspel till den arkadmaskin som senare kom att kallas Namco Pac-Land. Det var också ett av de första sidscrollande spelen, ett år före Nintendos Super Mario Bros. 1985. Pac-Land var dock parallaxscrollande för vissa bakgrunder.

## Spelet
Spelaren kontrollerar Pac-Man.

## Portningar
Spelet portades till flera av hemkonsolerna, bland andra Commodore 64, Commodores Amiga, Atari Lynx, Atari ST, TurboGrafx-16, ZX Spectrum, Amstrad CPC, MSX och Famicom (enbart i Japan). Pac-Land fanns kvar i arkadhallarna till mitten av 1990-talet, och återlanserades 1996 som en del av Namco Museum Volume 4 till PlayStation. Ett brädspel och ett bärbart LCD-spel producerades också.